# Frank Murphy (polityk)
Frank Murphy (ur. 13 kwietnia 1890 w Harbor Beach, zm. 19 lipca 1949 w Detroit) – amerykański polityk.

## Życiorys
Urodził się 13 kwietnia 1890 w Harbor Beach. Studiował nauki prawne na University of Michigan i został przyjęty do palestry. Służył w United States Army w czasie I wojny światowej i dosłużył się stopnia podpułkownika. Tuż po wojnie był zastępcą prokuratora okręgowego w Michigan, a także wykładał prawo w University of Detroit. W latach 1930–1933 pełnił funkcję burmistrza Detroit, a w okresie 1933–1935 – gubernatorem generalnym Filipin. W 1936 roku został wybrany gubernatorem Michigan (z ramienia Partii Demokratycznej) i funkcję tę pełnił przez dwuletnią kadencję. Na początku 1939 roku Franklin Delano Roosevelt zaproponował objęcie stanowiska prokuratora generalnego. Rolę tę pełnił przez rok, kiedy to został mianowany sędzią Sądu Najwyższego. Członkiem najwyższego organu judykatywy pozostał do śmierci, która nastąpiła 19 lipca 1949 roku w Detroit.